# T. Geoffrey Flynn
T. Geoffrey Flynn (* 1937) ist ein emeritierter Biochemiker an der Queen’s University in Kingston, Ontario.

## Leben und Wirken
Flynn erwarb 1967 einen PhD in Biochemie. Als Postdoktorand arbeitete er an der University of California, Berkeley und an der Brandeis University. An der Queen’s University war er Leiter der Abteilung für Biochemie, Vize-Dekan der Fakultät für Gesundheitswissenschaften und erster Vize-Präsident der Forschungsabteilung am Kingston General Hospital.
Flynn gehörte federführend zu den Wissenschaftlern, die den atrialen natriuretischen Faktor  (ANF) entdeckt und charakterisiert haben. Neuere Arbeiten Flynns befassen sich mit Aldo-Keto-Reduktasen, Aldosereduktasen und verwandten Enzymen.
Von 1996 bis 1999 war Flynn Präsident der Academy of Science der Royal Society of Canada (RSC), von 1998 bis 2002 war er Vorsitzender des RSC Committee on Expert Panels.
2002 wurde Flynn emeritiert.

## Auszeichnungen (Auswahl)
- 1986: Gairdner Foundation International Award[3]
- 1990: Mitglied der Royal Society of Canada[4]
- 2012: Queen Elizabeth II Diamond Jubilee Medal[5]

Seit 2003 vergibt die Queen’s University den T. Geoffrey Flynn Advancement Champion Award für die Verbindung von Forschung und Lehre.

## Schriften (Auswahl)
- T. G. Flynn, P. L. Davies: The biochemistry and molecular biology of atrial natriuretic factor. In: The Biochemical journal. Band 232, Nummer 2, Dezember 1985, S. 313–321, ISSN 0264-6021. PMID 2936330. PMC 1152881 (freier Volltext). (Review).

Als Herausgeber
- Enzymology and Molecular Biology of Carbonyl Metabolism 4: Proceedings of an International Workshop Held in Dublin, Ireland, June 28-July 1, 1992 v. 4 (Advances in Experimental Medicine and Biology) Springer 1993 ISBN 978-0-306-44357-2
- Enzymology and Molecular Biology of Carbonyl Metabolism 6: Proceedings of the 8th International Workshop Held in Deadwood, South Dakota, June 29-July 3, 1996, in Deadwood, South Dakota (Advances in Experimental Medicine and Biology) Springer 1997 ISBN 978-0-306-45509-4
- Mit David M. Hayne: Well Being of Canada: A Symposium of the Royal Society of Canada, November 22, 1997/Un Colloque De La Société Royale Du Canada, Le 22 Novembre 1997 (Transactions of the Royal Society of Canada) Toronto 1998 ISBN 978-0-8020-8256-5
- Mit David M. Hayne: Human Survivability in the 21s: Proceedings of a Symposium Held in November 1998 Under the Auspices of the Royal Society of Canada (Transactions of the Royal Society of Canada) Toronto 1999 ISBN 978-0-8020-8343-2